# Felts Mills
Felts Mills es un área no incorporada (o conocidas como aldea) ubicada en el condado de Jefferson en el estado estadounidense de Nueva York. Felts Mills se encuentra ubicada dentro del pueblo de Rutland.

## Geografía
Felts Mills se encuentra ubicada en las coordenadas 44°01′20″N 79°45′48″O / 44.02222, -79.76333.